# Katherine Heigl
Katherine Marie Heigl (sinh ngày 24 tháng 11 năm 1978) là một nữ diễn viên người Mỹ, nhà sản xuất phim và cựu người mẫu thời trang. Cô bắt đầu sự nghiệp của mình như là một người mẫu trẻ với các mô hình Wilhelmina trước khi chuyển sang lĩnh vực diễn xuất. Cô đã thực hiện bộ phim đầu tay của mình trong That Night (1992) và sau đó xuất hiện trong My Father the Hero (1994) cũng như Under Siege 2: Dark Territory (1995).
Heigl đã đóng vai Izzie Stevens trong bộ phim truyền hình Grey's Anatomy của hãng ABC từ năm 2005 đến năm 2010, vai diễn mà cô giành giải Primetime Emmy cho Nữ diễn viên phụ xuất sắc trong một bộ phim truyền hình năm 2007. Heigl cũng đã có một sự nghiệp điện ảnh nổi bật với sự xuất hiện trong Knocked Up (2007), 27 Dresses (2008), The Ugly Truth (2009), Killers (2010), Life As We Know It (2010) và New Year's Eve (2011). Cô đóng vai chính trong bộ phim truyền hình NBC State of Affairs từ 2014 đến 2015.
Ngoài ra, cô đã tự thiết lập mình như là một mô hình bìa, xuất hiện trong nhiều ấn phẩm bao gồm Maxim, Vanity Fair và Cosmopolitan. Heigl kết hôn với ca sĩ Josh Kelley, người mà cô có một con trai và hai con nuôi.

## Tiểu sử
Heigl sinh tại Columbia Hospital for Women, Washington D.C.. Cô là con út trong gia đình Nancy (nhũ danh Engelhardt), một người quản lý cá nhân, và Paul Heigl, một giám đốc tài chính và kế toán. Cha cô là người Đức (bao gồm cả Thụy Sĩ - Đức) và gốc Ireland, và mẹ cô là người Đức gốc. Các anh chị em của cô là Meg (được thông qua), Jason (đã chết) và Holt. Heigl sống ở Virginia và sau đó là Denver, trước khi gia đình cô chuyển đến một trang trại theo phong cách Victoria ở thị trấn New Canaan, Connecticut, khi Katherine năm tuổi, và nơi cô còn sống suốt thời thơ ấu của mình. Năm 1986, anh trai của cô, Jason qua đời do bị thương trong một tai nạn xe hơi, sau khi bị đâm từ đằng sau một chiếc xe tải trong khi đi ăn trưa với một số bạn học trung học. Thi thể của anh đã được gia đình mang về sau khi chết. Cái chết của người anh của cô đã khiến cha mẹ Heigl chuyển sang Giáo hội Các Thánh Hữu Ngày Sau của Chúa Giê Su Ki Tô và Heigl được nuôi dưỡng trong đức tin đó (trước đó mẹ cô là Lutheran và cha cô Catholic).

## Đời sống cá nhân
Tháng 6 năm 2006, Heigl đã đính hôn với ca sĩ Josh Kelley, người mà cô đã gặp hồi năm ngoái trên bộ video âm nhạc cho "Only You". Họ đã quyết định không cùng sống với nhau trước khi kết hôn, sau đó Heigl giải thích, "Tôi nghĩ rằng tôi chỉ muốn tiết kiệm cho một cuộc hôn nhân thật sự... Tôi muốn có một cái gì đó để làm cho cuộc hôn nhân thực sự khác biệt với hẹn hò hay sự tán tỉnh". Họ đã kết hôn vào ngày 23 tháng 12 năm 2007 tại Park City, Utah.
Tháng 9 năm 2009, cặp đôi này nhận con gái Naleigh từ Hàn Quốc, nơi sinh của em gái nuôi của Heigl Meg. Cô được sinh ra với một khiếm khuyết tim và trải qua phẫu thuật tim mở trước khi rời Hàn Quốc. Vào tháng 4 năm 2012, Kelley và Heigl đã nhận con gái thứ hai, Adalaide, từ Hoa Kỳ. Vào tháng 6 năm 2016, hai vợ chồng tuyên bố rằng họ đang mong đợi con thứ ba của họ. Heigl đã sinh ra một con trai, Joshua Bishop Kelley, Jr. vào ngày 20 tháng 12 năm 2016.
Anh rể của Heigl là ca sĩ Charles Kelley của bộ ba nhạc country Lady Antebellum.

## Phim ảnh
| Năm  | Tên                            | Vai diễn                       | Chú thích                           |
| ---- | ------------------------------ | ------------------------------ | ----------------------------------- |
| 1992 | That Night                     | Kathryn                        |                                     |
| 1993 | King of the Hill               | Christina Sebastian            |                                     |
| 1994 | My Father the Hero             | Nicole Arnel                   |                                     |
| 1995 | Under Siege 2: Dark Territory  | Sarah Ryback                   |                                     |
| 1997 | Prince Valiant                 | Princess Ilene                 |                                     |
| 1997 | Stand-ins                      | Taffy-Rita Hayworth's Stand-in |                                     |
| 1998 | Bug Buster                     | Shannon Griffin                |                                     |
| 1998 | Bride of Chucky                | Jade Kincaid                   |                                     |
| 2000 | 100 Girls                      | Arlene                         |                                     |
| 2001 | Valentine                      | Shelley Fisher                 |                                     |
| 2003 | Descendant                     | Ann Hedgerow/Emily Hedgerow    |                                     |
| 2005 | Side Effects                   | Karly Hert                     | Executive producer                  |
| 2005 | The Ringer                     | Lynn Sheridan                  |                                     |
| 2006 | Zyzzyx Road                    | Marissa                        |                                     |
| 2006 | Caffeine                       | Laura                          |                                     |
| 2007 | Knocked Up                     | Allison Scott                  |                                     |
| 2008 | 27 Dresses                     | Jane Nichols                   |                                     |
| 2009 | The Ugly Truth                 | Abby Richter                   | Executive producer                  |
| 2010 | Killers                        | Jennifer "Jen" Kornfeldt Aimes |                                     |
| 2010 | Life as We Know It             | Holly Berenson                 | Executive producer                  |
| 2011 | New Year's Eve                 | Laura Carrington               | segment: "Jensen and Laura's Story" |
| 2012 | One for the Money              | Stephanie Plum                 | Executive producer                  |
| 2013 | The Big Wedding                | Lyla Griffin                   |                                     |
| 2014 | The Nut Job                    | Andie                          | Voice role                          |
| 2014 | Jackie & Ryan                  | Jackie Laurel                  |                                     |
| 2015 | Home Sweet Hell                | Mona Champagne                 |                                     |
| 2015 | Jenny's Wedding                | Jenny Farrell                  |                                     |
| 2017 | Unforgettable                  | Tessa Connover                 |                                     |
| 2017 | The Nut Job 2: Nutty by Nature | Andie                          | Voice role                          |

| Năm       | Tên                                | Vai diễn                                    | Chú thích                                  |
| --------- | ---------------------------------- | ------------------------------------------- | ------------------------------------------ |
| 1996      | Wish Upon a Star                   | Alexia Wheaton                              | Television film                            |
| 1998      | The Tempest                        | Miranda Prosper                             | Television film                            |
| 1999–2002 | Roswell                            | Isabel Evans                                | Main role: 60 episodes                     |
| 2002      | The Twilight Zone                  | Andrea Collins                              | Episode: "Cradle of Darkness"              |
| 2003      | Critical Assembly                  | Aizy Hayward                                | Television film                            |
| 2003      | Vegas Dick                         | Madeline                                    | Television film                            |
| 2003      | Love Comes Softly                  | Marty Claridge                              | Television film                            |
| 2003      | Wuthering Heights                  | Isabel Linton                               | Television film                            |
| 2004      | Love's Enduring Promise            | Marty Claridge Davis                        | Television film                            |
| 2005      | Romy and Michele: In the Beginning | Romy White                                  | Television film                            |
| 2005–2010 | Grey's Anatomy                     | Dr. Izzie Stevens                           | Main role (season 1–6): 120 episodes       |
| 2014–2015 | State of Affairs                   | Officer Charleston "Charlie" Whitney Tucker | Lead role: 13 episodes; Executive producer |
| 2017      | Doubt                              | Sadie Ellis                                 | Lead role: 13 episodes                     |

## Các đề cử và giải thưởng
| Năm  | Giải                                              | Hạng mục                                                         | Work                    | Kết quả   | Refs |
| ---- | ------------------------------------------------- | ---------------------------------------------------------------- | ----------------------- | --------- | ---- |
| 1994 | Young Artist Awards                               | Best Performance by a Youth Actress Starring in a Motion Picture | My Father the Hero      | Nominated |      |
| 2000 | Saturn Awards                                     | Best Supporting Actress on Television                            | Roswell                 | Nominated |      |
| 2001 | Teen Choice Awards                                | TV – Choice Actress                                              | Roswell                 | Nominated |      |
| 2003 | CAMIE Awards                                      | Made for TV Film                                                 | Love Comes Softly       | Won       |      |
| 2005 | CAMIE Awards                                      | Made for TV Film                                                 | Love's Enduring Promise | Won       |      |
| 2005 | Screen Actors Guild Awards                        | Outstanding Performance by an Ensemble in a Drama Series         | Grey's Anatomy          | Nominated |      |
| 2006 | Screen Actors Guild Awards                        | Outstanding Performance by an Ensemble in a Drama Series         | Grey's Anatomy          | Won       |      |
| 2006 | Teen Choice Awards                                | TV – Choice Actress: Drama/Action Adventure                      | Grey's Anatomy          | Nominated |      |
| 2007 | Screen Actors Guild Awards                        | Outstanding Performance by an Ensemble in a Drama Series         | Grey's Anatomy          | Nominated |      |
| 2007 | Emmy Awards                                       | Outstanding Supporting Actress in a Drama Series                 | Grey's Anatomy          | Won       |      |
| 2007 | Golden Globes                                     | Best Supporting Actress – Series, Miniseries or Television Film  | Grey's Anatomy          | Nominated |      |
| 2007 | Teen Choice Awards                                | Choice TV Actress: Drama                                         | Grey's Anatomy          | Nominated |      |
| 2007 | Teen Choice Awards                                | Choice Movie Actress – Comedy                                    | Knocked Up              | Nominated |      |
| 2007 | Young Hollywood Awards                            | Superstar Of Tomorrow                                            | Herself                 | Won       |      |
| 2007 | St. Louis Gateway Film Critics Association Awards | Best Supporting Actress                                          | Knocked Up              | Nominated |      |
| 2007 | Satellite Awards                                  | Best Actress in a Motion Picture, Comedy or Musical              | Knocked Up              | Nominated |      |
| 2008 | Empire Awards                                     | Best Actress                                                     | Knocked Up              | Nominated |      |
| 2008 | MTV Movie Awards                                  | Best Female Performance                                          | Knocked Up              | Nominated |      |
| 2008 | Teen Choice Awards                                | Choice TV Actress: Drama                                         | Grey's Anatomy          | Nominated |      |
| 2008 | Golden Globes                                     | Best Supporting Actress – Series, Miniseries or Television Film  | Grey's Anatomy          | Nominated |      |
| 2008 | People's Choice Awards                            | Favorite Female TV Star                                          | Grey's Anatomy          | Won       |      |
| 2009 | Teen Choice Awards                                | Choice Summer Movie Star: Female                                 | The Ugly Truth          | Nominated |      |
| 2009 | Satellite Awards                                  | Best Actress in a Motion Picture, Comedy or Musical              | The Ugly Truth          | Nominated |      |
| 2009 | Alliance of Women Film Journalists                | Actress Most in Need of a New Agent                              | One for the Money       | Nominated |      |
| 2010 | People's Choice Awards                            | Favorite TV Drama Actress                                        | Grey's Anatomy          | Won       |      |
| 2010 | ShoWest Motion Picture Industry Convention        | Female Star Of The Year                                          | Herself                 | Won       |      |
| 2011 | People's Choice Awards                            | Favorite Movie Actress                                           | Life as We Know It      | Nominated |      |
| 2012 | Alliance of Women Film Journalists                | Actress Most in Need of a New Agent                              | One for the Money       | Won/Tied  |      |
| 2015 | BTVA Feature Film Voice Acting Award              | Best Female Lead Vocal Performance in a Feature Film             | The Nut Job             | Nominated |      |